# Брагадіру (комуна)
Брагадіру (рум. Bragadiru) — комуна у повіті Телеорман в Румунії. До складу комуни входить єдине село Брагадіру.
Комуна розташована на відстані 88 км на південний захід від Бухареста, 26 км на південний схід від Александрії, 149 км на південний схід від Крайови.

## Населення
За даними перепису населення 2002 року у комуні проживали 4624 особи.
Національний склад населення комуни:
| Національність | Кількість осіб | Відсоток |
| -------------- | -------------- | -------- |
| румуни         | 4611           | 99,7%    |
| цигани         | 13             | 0,3%     |

Рідною мовою назвали:
| Мова      | Кількість осіб | Відсоток |
| --------- | -------------- | -------- |
| румунська | 4623           | > 99,9%  |
| німецька  | 1              | < 0,1%   |

Склад населення комуни за віросповіданням:
| Релігія        | Кількість осіб | Відсоток |
| -------------- | -------------- | -------- |
| православні    | 4276           | 92,5%    |
| адвентисти     | 65             | 1,4%     |
| не релігійні   | 14             | 0,3%     |
| п'ятдесятники  | 6              | 0,1%     |
| римо-католики  | 3              | 0,1%     |
| баптисти       | 2              | < 0,1%   |
| реформати      | 1              | < 0,1%   |
| греко-католики | 1              | < 0,1%   |
| атеїсти        | 1              | < 0,1%   |